# A Csillagkapu epizódjainak listája
Ez a szócikk a Csillagkapu (Stargate SG-1) című tévésorozat epizódjainak listáját tartalmazza.
A Csillagkapu sorozat szorosan követi az 1994-es „Csillagkapu” c. film eseményeit. Bizonyos esetekben szükséges a film történetének ismerete, hogy a sorozat eseményei érthetőek legyenek.

## Évados áttekintés
| Évad | Évad | Epizódok | Eredeti sugárzás | Eredeti sugárzás  | Eredeti adó |
| Évad | Évad | Epizódok | Évadpremier      | Évadfinálé        | Eredeti adó |
| ---- | ---- | -------- | ---------------- | ----------------- | ----------- |
|      | 1    | 22       | 1997. július 27. | 1998. március 6.  | Showtime    |
|      | 2    | 22       | 1998. június 26. | 1999. március 12. | Showtime    |
|      | 3    | 22       | 1999. június 25. | 2000. március 8.  | Showtime    |
|      | 4    | 22       | 2000. június 30. | 2001. február 23. | Showtime    |
|      | 5    | 22       | 2001. június 29. | 2002. május 17.   | Showtime    |
|      | 6    | 22       | 2002. június 7.  | 2003. február 19. | SyFy        |
|      | 7    | 22       | 2003. június 13. | 2004. március 9.  | SyFy        |
|      | 8    | 20       | 2004. július 9.  | 2005. február 22. | SyFy        |
|      | 9    | 20       | 2005. július 15. | 2006. március 10. | SyFy        |
|      | 10   | 20       | 2006. július 14. | 2007. március 13. | SyFy        |

## 1. évad (1997-1998)
| Sor. | Év. | Cím                                                        | Rendező            | Író | Premier              |
| ---- | --- | ---------------------------------------------------------- | ------------------ | --- | -------------------- |
| 1.   | 1.  | Az Istenek gyermekei 1. rész (Children of the Gods Part 1) | Mario Azzopardi    | Jonathan Glassner és Brad Wright | 1997. július 27.     |
| 2.   | 2.  | Az Istenek gyermekei 2. rész (Children of the Gods Part 2) | Mario Azzopardi    | Jonathan Glassner és Brad Wright | 1997. július 27.     |
| 3.   | 3.  | Az ellenség karmaiban (The Enemy Within)                   | Dennis Berry       | Brad Wright | 1997. augusztus 1.   |
| 4.   | 4.  | Emancipáció (Emancipation)                                 | Jeff Woolnough     | Katharyn Powers | 1997. augusztus 8.   |
| 5.   | 5.  | A sötétség határán (The Borca Divide)                      | William Gereghty   | Jonathan Glassner | 1997. augusztus 15.  |
| 6.   | 6.  | Az első parancsolat (The First Commandment)                | Dennis Berry       | Robert C. Cooper | 1997. augusztus 22.  |
| 7.   | 7.  | Kristálytükör (Cold Lazarus)                               | Kenneth J. Girotti | Jeff F. King | 1997. augusztus 29.  |
| 8.   | 8.  | A Nox (The Nox)                                            | Charles Correll    | Hart Hanson | 1997. szeptember 12. |
| 9.   | 9.  | Úgy rohan az idő (Brief Candle)                            | Mario Azzopardi    | Történet: Steven Barnes Tévéjáték: Katharyn Powers                                                                                    | 1997. szeptember 19. |
| 10.  | 10. | Thor pörölye (Thor's Hammer)                               | Brad Turner        | Katharyn Powers | 1997. szeptember 26. |
| 11.  | 11. | Tantalus kínjai (The Torment of Tantalus)                  | Jonathan Glassner  | Robert C. Cooper | 1997. október 3.     |
| 12.  | 12. | Apáról fiúra (Bloodlines)                                  | Mario Azzopardi    | Történet: Mark Saraceni Tévéjáték: Jeff F. King                                                                                       | 1997. október 10.    |
| 13.  | 13. | Tűz és víz (Fire and Water)                                | Allan Eastman      | Történet: Brad Wright és Katharyn Powers Tévéjáték: Katharyn Powers                                                                   | 1997. október 17.    |
| 14.  | 14. | Hathor (Hathor)                                            | Brad Turner        | Történet: David Bennett Carren és J. Larry Carroll Tévéjáték: Jonathan Glassner                                                       | 1997. október 24.    |
| 15.  | 15. | Szingularitás (Singularity)                                | Mario Azzopardi    | Robert C. Cooper | 1997. október 31.    |
| 16.  | 16. | Cor-ai (Cor-Ai)                                            | Mario Azzopardi    | Tom J. Astle | 1998. január 23.     |
| 17.  | 17. | A titokzatosak (Enigma)                                    | William Gereghty   | Katharyn Powers | 1998. január 30.     |
| 18.  | 18. | A jég foglyai (Solitudes)                                  | Martin Wood        | Brad Wright | 1998. február 6.     |
| 19.  | 19. | Bádogember (Tin Man)                                       | Jimmy Kaufman      | Jeff F. King | 1998. február 13.    |
| 20.  | 20. | Isteni kegyelem (There But for the Grace of God)           | David Warry-Smith  | Történet: David Kemper Tévéjáték: Robert C. Cooper                                                                                    | 1998. február 20.    |
| 21.  | 21. | Politika (Politics)                                        | Martin Wood        | Történet: Glassner, Brad Wright, Hart Hanson, Jeff F. King, Robert C. Cooper, Steven Barnes és Katharyn Powers Tévéjáték: Brad Wright | 1998. február 27.    |
| 22.  | 22. | A kígyó szorításában (Within the Serpent's Grasp)          | David Warry-Smith  | Történet: James Crocker Tévéjáték: Jonathan Glassner                                                                                  | 1998. március 6.     |

## 2. évad (1998-1999)
| Sor. | Év. | Cím                                              | Rendező           | Író                                                                      | Premier              |
| ---- | --- | ------------------------------------------------ | ----------------- | ------------------------------------------------------------------------ | -------------------- |
| 23.  | 1.  | Kígyófészek (The Serpent's Lair)                 | Jonathan Glassner | Brad Wright                                                              | 1998. június 26.     |
| 24.  | 2.  | Vadászat (In the Line of Duty)                   | Martin Wood       | Robert C. Cooper                                                         | 1998. július 3.      |
| 25.  | 3.  | Világok gyilkosa (Prisoners)                     | David Warry-Smith | Terry Curtis Fox                                                         | 1998. július 10.     |
| 26.  | 4.  | Emlékek rabjai (The Gamekeeper)                  | Martin Wood       | Történet: Jonathan Glassner és Brad Wright Tévéjáték: Jonathan Glassner  | 1998. július 17.     |
| 27.  | 5.  | Szarkofág (Need)                                 | David Warry-Smith | Történet: Robert C. Cooper és Damian Kindler Tévéjáték: Robert C. Cooper | 1998. július 24.     |
| 28.  | 6.  | Thor szekere (Thor's Chariot)                    | William Gereghty  | Katharyn Powers                                                          | 1998. július 31.     |
| 29.  | 7.  | Üzenet a palackban (Message in a Bottle)         | David Warry-Smith | Történet: Michael Greenburg és Jarrad Paul Tévéjáték: Brad Wright        | 1998. augusztus 7.   |
| 30.  | 8.  | Családi ügy (Family)                             | William Gereghty  | Katharyn Powers                                                          | 1998. augusztus 14.  |
| 31.  | 9.  | Szigorúan titkos (Secrets)                       | Duane Clark       | Terry Curtis Fox                                                         | 1998. augusztus 21.  |
| 32.  | 10. | A nyolcadik csapás (Bane)                        | David Warry-Smith | Robert C. Cooper                                                         | 1998. szeptember 25. |
| 33.  | 11. | A Tok'ra 1. rész (The Tok'ra: Part 1)            | Brad Turner       | Jonathan Glassner                                                        | 1998. október 2.     |
| 34.  | 12. | A Tok'ra 2. rész (The Tok'ra: Part 2)            | Brad Turner       | Jonathan Glassner                                                        | 1998. október 9.     |
| 35.  | 13. | Szellemek (Spirits)                              | Martin Wood       | Tor Alexander Valenza                                                    | 1998. október 23.    |
| 36.  | 14. | Próbakő (Touchstone)                             | Brad Turner       | Sam Egan                                                                 | 1998. október 30.    |
| 37.  | 15. | Az ötödik faj (The Fifth Race)                   | David Warry-Smith | Robert C. Cooper                                                         | 1998. december 16.   |
| 38.  | 16. | Egy végtelennek tűnő pillanat (A Matter of Time) | Martin Wood       | Történet: Misha Rashovich Tévéjáték: Brad Wright                         | 1998. december 9.    |
| 39.  | 17. | Szabadnap (Holiday)                              | David Warry-Smith | Tor Alexander Valenza                                                    | 1999. január 13.     |
| 40.  | 18. | Kockázatos játékok (Serpent's Song)              | Peter DeLuise     | Katharyn Powers                                                          | 1999. január 6.      |
| 41.  | 19. | Egy rossz mozdulat (One False Step)              | William Corcoran  | Michael Kaplan és John Sanborn                                           | 1999. február 19.    |
| 42.  | 20. | Bújócska (Show and Tell)                         | Peter DeLuise     | Jonathan Glassner                                                        | 1999. február 26.    |
| 43.  | 21. | 1969 (1969)                                      | Charles Correll   | Brad Wright                                                              | 1999. március 5.     |
| 44.  | 22. | Ébredések (Out of Mind)                          | Martin Wood       | Történet: Jonathan Glassner és Brad Wright Tévéjáték: Jonathan Glassner  | 1999. március 12.    |

## 3. évad (1999-2000)
| Sor. | Év. | Cím                                          | Rendező           | Író | Premier             |
| ---- | --- | -------------------------------------------- | ----------------- | --- | ------------------- |
| 45.  | 1.  | Tűzön-vízen át (Into the Fire)               | Martin Wood       | Brad Wright | 1999. június 25.    |
| 46.  | 2.  | Szeth (Seth)                                 | William Corcoran  | Jonathan Glassner | 1999. július 2.     |
| 47.  | 3.  | Tiszta játszma (Fair Game)                   | Martin Wood       | Robert C. Cooper | 1999. július 9.     |
| 48.  | 4.  | Hagyaték (Legacy)                            | Peter DeLuise     | Tor Alexander Valenza | 1999. július 16.    |
| 49.  | 5.  | Fejlődési görbe (Learning Curve)             | Martin Wood       | Heather E. Ash | 1999. július 23.    |
| 50.  | 6.  | Nézőpontok (Point of View)                   | Peter DeLuise     | Történet: Jonathan Glassner, Brad Wright, Robert C. Cooper és Tor Alexander Valenza Tévéjáték: Jonathan Glassner és Brad Wright | 1999. július 30.    |
| 51.  | 7.  | A fejvadász (Deadman Switch)                 | Martin Wood       | Robert C. Cooper | 1999. augusztus 6.  |
| 52.  | 8.  | Démonok (Demons)                             | Peter DeLuise     | Carl Binder | 1999. augusztus 13. |
| 53.  | 9.  | A hadviselés szabályai (Rules of Engagement) | William Gereghty  | Terry Curtis Fox | 1999. augusztus 20. |
| 54.  | 10. | Egy örökké tartó nap (Forever in a Day)      | Peter DeLuise     | Jonathan Glassner | 1999. október 8.    |
| 55.  | 11. | Múlt és jelen (Past and Present)             | William Gereghty  | Tor Alexander Valenza | 1999. október 15.   |
| 56.  | 12. | Jolinar emlékei (Jolinar's Memories)         | Peter DeLuise     | Sonny Wareham és Daniel Stashower                                                                                               | 1999. október 22.   |
| 57.  | 13. | Az elkárhozott ördög (The Devil You Know)    | Peter DeLuise     | Robert C. Cooper | 1999. október 29.   |
| 58.  | 14. | Invázió (Foothold)                           | Andy Mikita       | Heather E. Ash | 1999. november 5.   |
| 59.  | 15. | Színlelés (Pretense)                         | David Warry-Smith | Katharyn Powers | 2000. január 19.    |
| 60.  | 16. | Urgo (Urgo)                                  | Peter DeLuise     | Tor Alexander Valenza | 2000. január 26.    |
| 61.  | 17. | Száz nap (A Hundred Days)                    | David Warry-Smith | Történet: V. C. James Tévéjáték: Brad Wright                                                                                    | 2000. február 4.    |
| 62.  | 18. | Sötét ügyek (Shades of Grey)                 | Martin Wood       | Jonathan Glassner | 2000. február 9.    |
| 63.  | 19. | Új alapok (New Ground)                       | Chris McMullin    | Heather E. Ash | 2000. február 16.   |
| 64.  | 20. | Anyai ösztön (Maternal Instinct)             | Peter F. Woeste   | Robert C. Cooper | 2000. február 25.   |
| 65.  | 21. | A kristálykoponya (Crystal Skull)            | Brad Turner       | Történet: Michael Greenburg és Jarrad Paul Tévéjáték: Brad Wright                                                               | 2000. március 3.    |
| 66.  | 22. | Nemezis (Nemesis)                            | Martin Wood       | Robert C. Cooper | 2000. március 8.    |

## 4. évad (2000-2001)
| Sor. | Év. | Cím                                          | Rendező           | Író                                                                                             | Premier              |
| ---- | --- | -------------------------------------------- | ----------------- | ----------------------------------------------------------------------------------------------- | -------------------- |
| 67.  | 1.  | Kis győzelmek (Small Victories)              | Martin Wood       | Robert C. Cooper                                                                                | 2000. június 30.     |
| 68.  | 2.  | A másik oldal (The Other Side)               | Peter DeLuise     | Brad Wright                                                                                     | 2000. július 7.      |
| 69.  | 3.  | Fejlesztések (Upgrades)                      | Martin Wood       | David Rich                                                                                      | 2000. július 14.     |
| 70.  | 4.  | Keresztutak (Crossroads)                     | Peter DeLuise     | Katharyn Powers                                                                                 | 2000. július 21.     |
| 71.  | 5.  | Oszd meg és uralkodj (Divide and Conquer)    | Martin Wood       | Tor Alexander Valenza                                                                           | 2000. július 28.     |
| 72.  | 6.  | Egy apró lehetőség (Window of Opportunity)   | Peter DeLuise     | Joseph Mallozzi és Paul Mullie                                                                  | 2000. augusztus 4.   |
| 73.  | 7.  | Víz alatt (Watergate)                        | Martin Wood       | Robert C. Cooper                                                                                | 2000. augusztus 11.  |
| 74.  | 8.  | Az elsők (The First Ones)                    | Peter DeLuise     | Peter DeLuise                                                                                   | 2000. augusztus 18.  |
| 75.  | 9.  | Felperzselt föld (Scorched Earth)            | Martin Wood       | Joseph Mallozzi és Paul Mullie                                                                  | 2000. augusztus 25.  |
| 76.  | 10. | A felszín alatt (Beneath the Surface)        | Peter DeLuise     | Heather E. Ash                                                                                  | 2000. szeptember 1.  |
| 77.  | 11. | Ahová nincs visszatérés (Point of No Return) | William Gereghty  | Joseph Mallozzi és Paul Mullie                                                                  | 2000. szeptember 8.  |
| 78.  | 12. | Röppálya (Tangent)                           | Peter DeLuise     | Michael Cassutt                                                                                 | 2000. szeptember 15. |
| 79.  | 13. | Az átok (The Curse)                          | Andy Mikita       | Joseph Mallozzi és Paul Mullie                                                                  | 2000. szeptember 22. |
| 80.  | 14. | A kígyó mérge (The Serpent's Venom)          | Martin Wood       | Peter DeLuise                                                                                   | 2000. szeptember 29. |
| 81.  | 15. | Láncreakció (Chain Reaction)                 | Martin Wood       | Joseph Mallozzi és Paul Mullie                                                                  | 2000. december 13.   |
| 82.  | 16. | 2010 (2010)                                  | Andy Mikita       | Brad Wright                                                                                     | 2001. január 3.      |
| 83.  | 17. | Teljhatalom (Absolute Power)                 | Peter DeLuise     | Robert C. Cooper                                                                                | 2001. január 19.     |
| 84.  | 18. | A fény (The Light)                           | Peter F. Woeste   | James Phillips                                                                                  | 2001. január 26.     |
| 85.  | 19. | Őstehetség (Prodigy)                         | Peter DeLuise     | Történet: Brad Wright, Joseph Mallozzi és Paul Mullie Tévéjáték: Joseph Mallozzi és Paul Mullie | 2001. február 2.     |
| 86.  | 20. | Személyiség (Entity)                         | Allan Lee         | Peter DeLuise                                                                                   | 2001. február 9.     |
| 87.  | 21. | Kettős kockázat (Double Jeopardy)            | Michael Shanks    | Robert C. Cooper                                                                                | 2001. február 16.    |
| 88.  | 22. | Exodus (Exodus)                              | David Warry-Smith | Joseph Mallozzi és Paul Mullie                                                                  | 2001. február 23.    |

## 5. évad (2001-2002)
| Sor. | Év. | Cím                                        | Rendező          | Író                                                                                                 | Premier              |
| ---- | --- | ------------------------------------------ | ---------------- | --------------------------------------------------------------------------------------------------- | -------------------- |
| 89.  | 1.  | Ellenségek (Enemies)                       | Martin Wood      | Történet: Brad Wright, Robert C. Cooper, Joseph Mallozzi és Paul Mullie Tévéjáték: Robert C. Cooper | 2001. június 29.     |
| 90.  | 2.  | Végső határ (Threshold)                    | Peter DeLuise    | Brad Wright                                                                                         | 2001. július 6.      |
| 91.  | 3.  | Felemelkedés (Ascension)                   | Martin Wood      | Robert C. Cooper                                                                                    | 2001. július 13.     |
| 92.  | 4.  | Az ötödik tag (The Fifth Man)              | Peter DeLuise    | Joseph Mallozzi és Paul Mullie                                                                      | 2001. július 20.     |
| 93.  | 5.  | Vörös égbolt (Red Sky)                     | Martin Wood      | Ron Wilkerson                                                                                       | 2001. július 27.     |
| 94.  | 6.  | A változás útja (Rite of Passage)          | Peter DeLuise    | Heather E. Ash                                                                                      | 2001. augusztus 3.   |
| 95.  | 7.  | Rabszolgaság (Beast of Burden)             | Martin Wood      | Peter DeLuise                                                                                       | 2001. augusztus 10.  |
| 96.  | 8.  | A sír (The Tomb)                           | Peter DeLuise    | Joseph Mallozzi és Paul Mullie                                                                      | 2001. augusztus 17.  |
| 97.  | 9.  | Két tűz között (Between Two Fires)         | William Gereghty | Ron Wilkerson                                                                                       | 2001. augusztus 24.  |
| 98.  | 10. | 2001 (2001)                                | Peter DeLuise    | Brad Wright                                                                                         | 2001. augusztus 31.  |
| 99.  | 11. | Kétségbeesett lépések (Desperate Measures) | William Gereghty | Joseph Mallozzi és Paul Mullie                                                                      | 2001. szeptember 7.  |
| 100. | 12. | Wormhole X-Treme! (Wormhole X-Treme!)      | Peter DeLuise    | Történet: Brad Wright, Joseph Mallozzi és Paul Mullie Tévéjáték: Joseph Mallozzi és Paul Mullie     | 2001. szeptember 14. |
| 101. | 13. | A tettek mezeje (Proving Ground)           | Andy Mikita      | Ron Wilkerson                                                                                       | 2001. november 28.   |
| 102. | 14. | 48 óra (48 Hours)                          | Peter F. Woeste  | Robert C. Cooper                                                                                    | 2001. december 5.    |
| 103. | 15. | A csúcstalálkozó (Summit)                  | Martin Wood      | Joseph Mallozzi és Paul Mullie                                                                      | 2001. december 19.   |
| 104. | 16. | A végső mentsvár (Last Stand)              | Martin Wood      | Robert C. Cooper                                                                                    | 2002. január 9.      |
| 105. | 17. | Biztonsági határ (Fail Safe)               | Andy Mikita      | Joseph Mallozzi és Paul Mullie                                                                      | 2001. december 12.   |
| 106. | 18. | A harcos (The Warrior)                     | Peter DeLuise    | Történet: Christopher Judge Tévéjáték: Peter DeLuise                                                | 2002. április 12.    |
| 107. | 19. | Fenyegetés (Menace)                        | Martin Wood      | Történet: James Tichenor Tévéjáték: Peter DeLuise                                                   | 2002. április 26.    |
| 108. | 20. | Az őrszem (The Sentinel)                   | Peter DeLuise    | Ron Wilkerson                                                                                       | 2002. május 3.       |
| 109. | 21. | Meridián (Meridian)                        | William Waring   | Robert C. Cooper                                                                                    | 2002. május 10.      |
| 110. | 22. | Felismerések (Revelations)                 | Martin Wood      | Joseph Mallozzi és Paul Mullie                                                                      | 2002. május 17.      |

## 6. évad (2002-2003)
| Sor. | Év. | Cím                                                  | Rendező          | Író | Premier             |
| ---- | --- | ---------------------------------------------------- | ---------------- | --- | ------------------- |
| 111. | 1.  | Megváltás 1. rész (Redemption Part 1)                | Martin Wood      | Robert C. Cooper | 2002. június 7.     |
| 112. | 2.  | Megváltás 2. rész (Redemption Part 2)                | Martin Wood      | Robert C. Cooper | 2002. június 14.    |
| 113. | 3.  | Zuhanás (Descent)                                    | Peter DeLuise    | Joseph Mallozzi és Paul Mullie | 2002. június 21.    |
| 114. | 4.  | Jégbe fagyva (Frozen)                                | Martin Wood      | Robert C. Cooper | 2002. június 28.    |
| 115. | 5.  | Az éjszaka fiai (Nightwalkers)                       | Peter DeLuise    | Joseph Mallozzi és Paul Mullie | 2002. július 12.    |
| 116. | 6.  | A mélység (Abyss)                                    | Martin Wood      | Brad Wright | 2002. július 19.    |
| 117. | 7.  | Árnyjáték (Shadow Play)                              | Peter DeLuise    | Joseph Mallozzi és Paul Mullie | 2002. július 26.    |
| 118. | 8.  | A többi fickó (The Other Guys)                       | Martin Wood      | Damian Kindler | 2002. augusztus 2.  |
| 119. | 9.  | Hűség (Allegiance)                                   | Peter DeLuise    | Peter DeLuise | 2002. augusztus 9.  |
| 120. | 10. | Gyógymód (Cure)                                      | Andy Mikita      | Damian Kindler | 2002. augusztus 16. |
| 121. | 11. | Prométheusz (Prometheus)                             | Peter F. Woeste  | Joseph Mallozzi és Paul Mullie | 2002. augusztus 23. |
| 122. | 12. | Természetellenes kiválasztódás (Unnatural Selection) | Andy Mikita      | Történet: Robert C. Cooper és Brad Wright Tévéjáték: Brad Wright | 2002. december 4.   |
| 123. | 13. | Láthatatlan invázió (Sight Unseen)                   | Peter F. Woeste  | Történet: Ron Wilkerson Tévéjáték: Damian Kindler | 2002. december 11.  |
| 124. | 14. | Hatalmi harc (Smoke & Mirrors)                       | Peter F. Woeste  | Történet: Katharyn Powers Tévéjáték: Joseph Mallozzi és Paul Mullie | 2002. december 18.  |
| 125. | 15. | Elveszett Paradicsom (Paradise Lost)                 | William Gereghty | Robert C. Cooper | 2003. január 8.     |
| 126. | 16. | Metamorfózis (Metamorphosis)                         | Peter DeLuise    | Történet: Jacqueline Samuda és James Tichenor Tévéjáték: James Tichenor | 2003. január 15.    |
| 127. | 17. | Beismerés (Disclosure)                               | William Gereghty | Történet: Heather E. Ash, Michael Cassutt, Robert C. Cooper, Peter DeLuise, Sam Egan, Jonathan Glassner, Michael Greenburg, Joseph Mallozzi, Paul Mullie, Jarrad Paul, Misha Rashovich, James Tichenor, Ron Wilkerson és Brad Wright Tévéjáték: Joseph Mallozzi és Paul Mullie | 2003. január 22.    |
| 128. | 18. | Számkivetve (Forsaken)                               | Andy Mikita      | Damian Kindler | 2003. január 29.    |
| 129. | 19. | Az átváltozás (The Changeling)                       | Martin Wood      | Christopher Judge | 2003. február 5.    |
| 130. | 20. | Mementó (Memento)                                    | Peter DeLuise    | Damian Kindler | 2003. február 12.   |
| 131. | 21. | A prófécia (Prophecy)                                | William Waring   | Joseph Mallozzi és Paul Mullie | 2003. február 19.   |
| 132. | 22. | A kör bezárul (Full Circle)                          | Martin Wood      | Robert C. Cooper | 2003. február 19.   |

## 7. évad (2003-2004)
| Sor. | Év. | Cím                                           | Rendező         | Író | Premier             |
| ---- | --- | --------------------------------------------- | --------------- | --- | ------------------- |
| 133. | 1.  | A bukott angyal (Fallen)                      | Martin Wood     | Robert C. Cooper | 2003. június 13.    |
| 134. | 2.  | Hazatérés (Homecoming)                        | Martin Wood     | Joseph Mallozzi és Paul Mullie | 2003. június 13.    |
| 135. | 3.  | Törékeny egyensúly (Fragile Balance)          | Peter DeLuise   | Történet: Peter DeLuise és Michael Greenburg Tévéjáték: Damian Kindler | 2003. június 20.    |
| 136. | 4.  | Orfeusz (Orpheus)                             | Peter DeLuise   | Peter DeLuise | 2003. június 27.    |
| 137. | 5.  | Javítások (Revisions)                         | Martin Wood     | Joseph Mallozzi és Paul Mullie | 2003. július 11.    |
| 138. | 6.  | Mentőcsónak (Lifeboat)                        | Peter DeLuise   | Brad Wright | 2003. július 18.    |
| 139. | 7.  | Ellenséges terület (Enemy Mine)               | Peter DeLuise   | Peter DeLuise | 2003. július 25.    |
| 140. | 8.  | A verseny (Space Race)                        | Andy Mikita     | Damian Kindler | 2003. augusztus 1.  |
| 141. | 9.  | Avenger 2.0 (Avenger 2.0)                     | Martin Wood     | Joseph Mallozzi és Paul Mullie | 2003. augusztus 8.  |
| 142. | 10. | A születés joga (Birthright)                  | Peter F. Woeste | Christopher Judge | 2003. augusztus 15. |
| 143. | 11. | Evolúció 1. rész (Evolution Part 1)           | Peter DeLuise   | Történet: Damian Kindler és Michael Shanks Tévéjáték: Damian Kindler | 2003. augusztus 22. |
| 144. | 12. | Evolúció 2. rész (Evolution Part 2)           | Peter DeLuise   | Történet: Damian Kindler és Michael Shanks Tévéjáték: Damian Kindler |                     |
| 145. | 13. | Grace (Grace)                                 | Peter F. Woeste | Damian Kindler | 2004. január 6.     |
| 146. | 14. | Végveszély (Fallout)                          | Martin Wood     | Történet: Corin Nemec Tévéjáték: Joseph Mallozzi és Paul Mullie | 2004. január 13.    |
| 147. | 15. | Kiméra (Chimera)                              | William Waring  | Történet: Robert C. Cooper Tévéjáték: Damian Kindler | 2004. január 20.    |
| 148. | 16. | Lélekharang (Death Knell)                     | Peter DeLuise   | Peter DeLuise | 2004. január 27.    |
| 149. | 17. | Hősök 1. rész (Heroes Part 1)                 | Andy Mikita     | Robert C. Cooper | 2004. február 3.    |
| 150. | 18. | Hősök 2. rész (Heroes Part 2)                 | Andy Mikita     | Robert C. Cooper | 2004. február 10.   |
| 151. | 19. | Feltámadás (Resurrection)                     | Amanda Tapping  | Michael Shanks | 2004. február 17.   |
| 152. | 20. | Beiktatás (Inauguration)                      | Peter F. Woeste | Történet: Robert C. Cooper, Peter DeLuise, Damian Kindler, Joseph Mallozzi, Paul Mullie, Katharyn Powers, David Rich, Michael Shanks, Ron Wilkerson és Brad Wright Tévéjáték: Joseph Mallozzi és Paul Mullie | 2004. február 24.   |
| 153. | 21. | Az elveszett város 1. rész (Lost City Part 1) | Martin Wood     | Brad Wright és Robert C. Cooper | 2004. március 2.    |
| 154. | 22. | Az elveszett város 2. rész (Lost City Part 2) | Martin Wood     | Brad Wright és Robert C. Cooper | 2004. március 9.    |

## 8. évad (2004-2005)
| Sor. | Év. | Cím                                               | Rendező          | Író | Premier              |
| ---- | --- | ------------------------------------------------- | ---------------- | --- | -------------------- |
| 155. | 1.  | Új világrend 1. rész (New Order Part 1)           | Andy Mikita      | Joseph Mallozzi és Paul Mullie                                                                                       | 2004. július 9.      |
| 156. | 2.  | Új világrend 2. rész (New Order Part 2)           | Andy Mikita      | Robert C. Cooper | 2004. július 9.      |
| 157. | 3.  | Zárlat (Lockdown)                                 | William Waring   | Joseph Mallozzi és Paul Mullie                                                                                       | 2004. július 23.     |
| 158. | 4.  | Zéró óra (Zero Hour)                              | Peter F. Woeste  | Robert C. Cooper | 2004. július 30.     |
| 159. | 5.  | Ikon (Icon)                                       | Peter F. Woeste  | Damian Kindler | 2004. augusztus 6.   |
| 160. | 6.  | Avatár (Avatar)                                   | Martin Wood      | Damian Kindler | 2004. augusztus 13.  |
| 161. | 7.  | Jóindulat (Affinity)                              | Peter DeLuise    | Peter DeLuise | 2004. augusztus 20.  |
| 162. | 8.  | Egyezség (Covenant)                               | Martin Wood      | Történet: Ron Wilkerson Tévéjáték: Ron Wilkerson és Robert C. Cooper                                                 | 2004. augusztus 27.  |
| 163. | 9.  | Áldozatok (Sacrifices)                            | Andy Mikita      | Christopher Judge | 2004. szeptember 10. |
| 164. | 10. | Végjáték (Endgame)                                | Peter DeLuise    | Joseph Mallozzi és Paul Mullie                                                                                       | 2004. szeptember 17. |
| 165. | 11. | Ikrek (Gemini)                                    | William Waring   | Peter DeLuise | 2004. december 14.   |
| 166. | 12. | A megszabadított Prométheusz (Prometheus Unbound) | Andy Mikita      | Damian Kindler | 2004. december 21.   |
| 167. | 13. | Királynak lenni jó (It's Good to Be King)         | William Gereghty | Történet: Michael Greenburg, Peter DeLuise, Joseph Mallozzi és Paul Mullie Tévéjáték: Joseph Mallozzi és Paul Mullie | 2005. január 4.      |
| 168. | 14. | Teljes készültség (Full Alert)                    | Andy Mikita      | Joseph Mallozzi és Paul Mullie                                                                                       | 2005. január 11.     |
| 169. | 15. | Joe polgártárs (Citizen Joe)                      | Andy Mikita      | Történet: Robert C. Cooper Tévéjáték: Damian Kindler                                                                 | 2005. január 18.     |
| 170. | 16. | Leszámolás 1. rész (Reckoning Part 1)             | Peter DeLuise    | Damian Kindler | 2005. január 25.     |
| 171. | 17. | Leszámolás 2. rész (Reckoning Part 2)             | Peter DeLuise    | Történet: Robert C. Cooper Tévéjáték: Damian Kindler                                                                 | 2005. február 1.     |
| 172. | 18. | Elvarratlan szálak (Threads)                      | Andy Mikita      | Történet: Damian Kindler Tévéjáték: Robert C. Cooper                                                                 | 2005. február 8.     |
| 173. | 19. | Moebius 1. rész (Moebius Part 1)                  | Peter DeLuise    | Történet: Joseph Mallozzi, Paul Mullie, Brad Wright és Robert C. Cooper Tévéjáték: Joseph Mallozzi és Paul Mullie    | 2005. február 15.    |
| 174. | 20. | Moebius 2. rész (Moebius Part 2)                  | Peter DeLuise    | Történet: Joseph Mallozzi, Paul Mullie, Brad Wright és Robert C. Cooper Tévéjáték: Robert C. Cooper                  | 2005. február 22.    |

## 9. évad (2005-2006)
| Sor. | Év. | Cím                                                    | Rendező          | Író                                                                                             | Premier              |
| ---- | --- | ------------------------------------------------------ | ---------------- | ----------------------------------------------------------------------------------------------- | -------------------- |
| 175. | 1.  | Avalon 1. rész (Avalon Part 1)                         | Andy Mikita      | Történet: Robert C. Cooper és Brad Wright Tévéjáték: Robert C. Cooper                           | 2005. július 15.     |
| 176. | 2.  | Avalon 2. rész (Avalon Part 2)                         | Andy Mikita      | Robert C. Cooper                                                                                | 2005. július 22.     |
| 177. | 3.  | Eredet (Origin)                                        | Brad Turner      | Robert C. Cooper                                                                                | 2005. július 29.     |
| 178. | 4.  | Szoros kötelékek (The Ties That Bind)                  | William Waring   | Joseph Mallozzi és Paul Mullie                                                                  | 2005. augusztus 5.   |
| 179. | 5.  | Nagyhatalmak (The Powers That Be)                      | William Waring   | Martin Gero                                                                                     | 2005. augusztus 12.  |
| 180. | 6.  | Hídfőállás (Beachhead)                                 | Brad Turner      | Brad Wright                                                                                     | 2005. augusztus 19.  |
| 181. | 7.  | Ex Deus Machina (Ex Deus Machina)                      | Martin Wood      | Joseph Mallozzi és Paul Mullie                                                                  | 2005. augusztus 26.  |
| 182. | 8.  | Babylon (Babylon)                                      | Peter DeLuise    | Damian Kindler                                                                                  | 2005. szeptember 9.  |
| 183. | 9.  | Prototípus (Prototype)                                 | Peter DeLuise    | Alan McCullough                                                                                 | 2005. szeptember 16. |
| 184. | 10. | A negyedik lovas 1. rész (The Fourth Horseman: Part 1) | Andy Mikita      | Damian Kindler                                                                                  | 2005. szeptember 16. |
| 185. | 11. | A negyedik lovas 2. rész (The Fourth Horseman: Part 2) | Andy Mikita      | Joseph Mallozzi és Paul Mullie                                                                  | 2006. január 6.      |
| 186. | 12. | Járulékos veszteség (Collateral Damage)                | William Waring   | Joseph Mallozzi és Paul Mullie                                                                  | 2006. január 13.     |
| 187. | 13. | Hullámhatás (Ripple Effect)                            | Peter DeLuise    | Történet: Brad Wright, Joseph Mallozzi és Paul Mullie Tévéjáték: Joseph Mallozzi és Paul Mullie | 2006. január 20.     |
| 188. | 14. | Az erődítmény (Stronghold)                             | Peter DeLuise    | Történet: Robert C. Cooper, Martin Gero és Brad Wright Tévéjáték: Alan McCullough               | 2006. január 27.     |
| 189. | 15. | Ethon (Ethon)                                          | Ken Girotti      | Történet: Damian Kindler és Robert C. Cooper Tévéjáték: Damian Kindler                          | 2006. február 3.     |
| 190. | 16. | A radar képén kívül (Off the Grid)                     | Peter DeLuise    | Alan McCullough                                                                                 | 2006. február 10.    |
| 191. | 17. | A csapás (The Scourge)                                 | Ken Girotti      | Joseph Mallozzi és Paul Mullie                                                                  | 2006. február 17.    |
| 192. | 18. | Arthur leple (Arthur's Mantle)                         | Peter DeLuise    | Alan McCullough                                                                                 | 2006. február 24.    |
| 193. | 19. | Keresztes háború (Crusade)                             | Robert C. Cooper | Robert C. Cooper                                                                                | 2006. március 3.     |
| 194. | 20. | Camelot (Camelot)                                      | Martin Wood      | Joseph Mallozzi és Paul Mullie                                                                  | 2006. március 10.    |

## 10. évad (2006-2007)
| Sor. | Év. | Cím                                   | Rendező          | Író | Premier              |
| ---- | --- | ------------------------------------- | ---------------- | --- | -------------------- |
| 195. | 1.  | Hús és vér (Flesh and Blood)          | William Waring   | Robert C. Cooper                                                                                         | 2006. július 14.     |
| 196. | 2.  | Morfeusz (Morpheus)                   | Andy Mikita      | Joseph Mallozzi és Paul Mullie                                                                           | 2006. július 21.     |
| 197. | 3.  | Pegazus-terv (The Pegasus Project)    | William Waring   | Brad Wright                                                                                              | 2006. július 28.     |
| 198. | 4.  | A belső ember (Insiders)              | Peter F. Woeste  | Alan McCullough                                                                                          | 2006. augusztus 4.   |
| 199. | 5.  | Hívatlan vendég (Uninvited)           | William Waring   | Damian Kindler                                                                                           | 2006. augusztus 11.  |
| 200. | 6.  | 200 (200)                             | Martin Wood      | Brad Wright, Robert C. Cooper, Joseph Mallozzi, Paul Mullie, Carl Binder, Martin Gero és Alan McCullough | 2006. augusztus 18.  |
| 201. | 7.  | Ellencsapás (Counterstrike)           | Andy Mikita      | Joseph Mallozzi és Paul Mullie                                                                           | 2006. augusztus 25.  |
| 202. | 8.  | Memento Mori (Memento Mori)           | Peter DeLuise    | Joseph Mallozzi és Paul Mullie                                                                           | 2006. szeptember 8.  |
| 203. | 9.  | Tolvajok között (Company of Thieves)  | William Waring   | Alan McCullough                                                                                          | 2006. szeptember 15. |
| 204. | 10. | A küldetés 1. rész (The Quest Part 1) | Andy Mikita      | Joseph Mallozzi és Paul Mullie                                                                           | 2006. szeptember 22. |
| 205. | 11. | A küldetés 2. rész (The Quest Part 2) | Andy Mikita      | Joseph Mallozzi és Paul Mullie                                                                           | 2007. január 9.      |
| 206. | 12. | Vonal a homokban (Line in the Sand)   | Peter DeLuise    | Alan McCullough                                                                                          | 2007. január 16.     |
| 207. | 13. | A járatlan út (The Road Not Taken)    | Andy Mikita      | Alan McCullough                                                                                          | 2007. január 23.     |
| 208. | 14. | A lepel (The Shroud)                  | Andy Mikita      | Történet: Robert C. Cooper és Brad Wright Tévéjáték: Robert C. Cooper                                    | 2007. január 30.     |
| 209. | 15. | Vérdíj (Bounty)                       | Peter DeLuise    | Történet: Robert C. Cooper és Ron Wilkerson Tévéjáték: Damian Kindler                                    | 2007. február 6.     |
| 210. | 16. | Rosszfiúk (Bad Guys)                  | Peter DeLuise    | Történet: Ben Browder és Martin Gero Tévéjáték: Martin Gero                                              | 2007. február 13.    |
| 211. | 17. | Talion (Talion)                       | Andy Mikita      | Damian Kindler                                                                                           | 2007. február 20.    |
| 212. | 18. | A család köteléke (Family Ties)       | Peter DeLuise    | Joseph Mallozzi és Paul Mullie                                                                           | 2007. február 27.    |
| 213. | 19. | Uralom (Dominion)                     | William Waring   | Történet: Alex Levine Tévéjáték: Alan McCullough                                                         | 2007. március 6.     |
| 214. | 20. | Vég nélkül (Unending)                 | Robert C. Cooper | Robert C. Cooper                                                                                         | 2007. március 13.    |

## Lásd még
- Csillagkapu
- Csillagkapu: Az igazság ládája
- Csillagkapu: Continuum
- A Csillagkapu: Atlantisz epizódjainak listája